# Джеймс Тобін
Джеймс Тобін (англ. James Tobin; 5 березня 1918, Шампейн, Іллінойс — 11 березня 2002 Нью-Гейвен, Коннектикут) — американський економіст.

## Біографія
Вчився в Гарвардському університеті.
Брав участь у Другій світовій війні. У 1941 р. після нападу японців на Перл-Гарбор він служив у флоті, де пройшов тримісячну підготовку за результатами якої йому було присвоєно офіцерське звання. Потім до 1945 р. служив на есмінці «Kearny».
Потім повернувся до Гарварду, отримав ступінь доктора і викладав там же у 1946—1950 рр.
З 1950 р. до самої смерті працював у Єльському університеті (останніми роками — professor Emeritus).
З 1955 р., після переїзду Комісії Коулса в Єль, бере участь у роботі цього дослідницького центру, займаючи в 1955—1961 і 1964—1965 роках посаду директора.

## Податок Тобіна
Серед широкої публіки Тобін став відомим завдяки своїй пропозиції, висловленій ще на початку 1970-их, щодо оподаткування операцій з іноземними валютами. Якщо б цей податок дорівнював би лише 0,1 %-0,25 %, це могло б різко обмежити транскордонні валютні спекуляції, зробивши велику частину з них невигідною і зменшити їх шкоду, особливо для країн, що розвиваються.
На думку Тобіна цей податок приносив би в рік не менше $150 млрд, які він пропонував розділяти між МВФ і національними банками.
Зазвичай прибічники цього податку пропонують використовувати його для боротьби проти нерівності і бідності, для розвитку освіти, охорони здоров'я і підйому економіки у відсталих країнах. У цієї пропозиції багато прибічників, особливо в країнах, що розвиваються (зокрема у Венесуелі,Бразилії та серед антиглобалістів).
Більшість неолібералів ставляться до цієї пропозиції вкрай негативно. Вони переконані, що країни, які введуть у себе такий податок, відгородяться від зовнішнього світу, прирікаючи себе на подальше відставання. Слід відзначити, що запровадження такого податку призвело б до значних фінансових втрат для крупних банків, які воліють не втрачати ці гроші.

## Суспільна робота і нагороди
- Президент Економетричного товариства, 1958
- Президент Американської економічної асоціації, 1971

### Винагороди і премії
- 1955 — Медаль Джона Бейтса Кларка.
- 1981 — Нобелівська премія з економіки «За аналіз стану фінансових ринків і їх впливу на політику ухвалення рішень в області витрат, на положення з безробіттям, виробництвом і цінами».
- 1990 — Премія Адама Сміта.

## Основні твори
- «Американське економічне кредо» (American Business Creed, 1956);
- «Економічні есе» в 3-х тт.(Essays in Economics, 1972—1982).